# Cominco
Cominco București este o companie de construcții din România.
Principalii acționari ai societății sunt Catalin Traian Gemanar cu 14,28%, Gheorghe Gemanar cu 13,36%, Florin Rusu cu 13,50% și Dan Garjoaba cu 13,54%.
Titlurile societății sunt tranzacționate la categoria de bază a pieței Rasdaq, sub simbolul COBS.
Firma controlează alte trei societăți, respectiv Cominco Bucovina, Cominco Transilvania și Cominco Oltenia.
În aprilie 2012, compania a intrat în faliment.
Cifra de afaceri:
- 2006: 179,4 milioane lei[1]
- 2005: 114,8 milioane lei[1]

Venit net:
- 2006: 86.000 lei[1]
- 2007: 40.000 lei[1]